# جون ديفيد بروير
جون ديفيد بروير (بالإنجليزية: John David Brewer)‏ هو عالم اجتماع بريطاني، ولد في 1951.